# Garoth
Garoth è una suddivisione dell'India, classificata come nagar panchayat, di 14.568 abitanti, situata nel distretto di Mandsaur, nello stato federato del Madhya Pradesh. In base al numero di abitanti la città rientra nella classe IV (da 10.000 a 19.999 persone).

## Geografia fisica
La città è situata a 24° 19' 0 N e 75° 39' 0 E e ha un'altitudine di 416 m s.l.m..

## Società

### Evoluzione demografica
Al censimento del 2001 la popolazione di Garoth assommava a 14.568 persone, delle quali 7.426 maschi e 7.142 femmine. I bambini di età inferiore o uguale ai sei anni assommavano a 2.134, dei quali 1.063 maschi e 1.071 femmine. Infine, coloro che erano in grado di saper almeno leggere e scrivere erano 9.157, dei quali 5.616 maschi e 3.541 femmine.